# Spoorlijn Weil am Rhein - Lörrach
De spoorlijn Weil am Rhein - Lörrach, ook wel Gartenbahn genoemd, is een Duitse spoorlijn als lijn 4410 onder beheer van DB Netze.

## Geschiedenis
Het traject werd door de Badischen Staatsbahn op 20 mei 1890 geopend.

## Treindiensten

### Deutsche Bahn
De Deutsche Bahn verzorgde tot 15 juni 2003 het personenvervoer op dit traject met RB-treinen.

### S-Bahn Basel
De treindiensten van de S-Bahn Basel worden sinds 15 juni 2003 uitgevoerd door de Zwitserse federale spoorwegen (SBB).

## Aansluitingen
In de volgende plaatsen is of was er een aansluiting van de volgende spoorlijnen:

### Weil am Rhein
- Rheintalbahn, spoorlijn tussen Mannheim en Basel

### Lörrach
- Wiesentalbahn, spoorlijn tussen Basel Bad.bf en Zell im Wiesental

## Elektrische tractie
Het traject werd geëlektrificeerd met een spanning van 15.000 volt 16⅔ Hz wisselstroom.

## Afbeeldingen

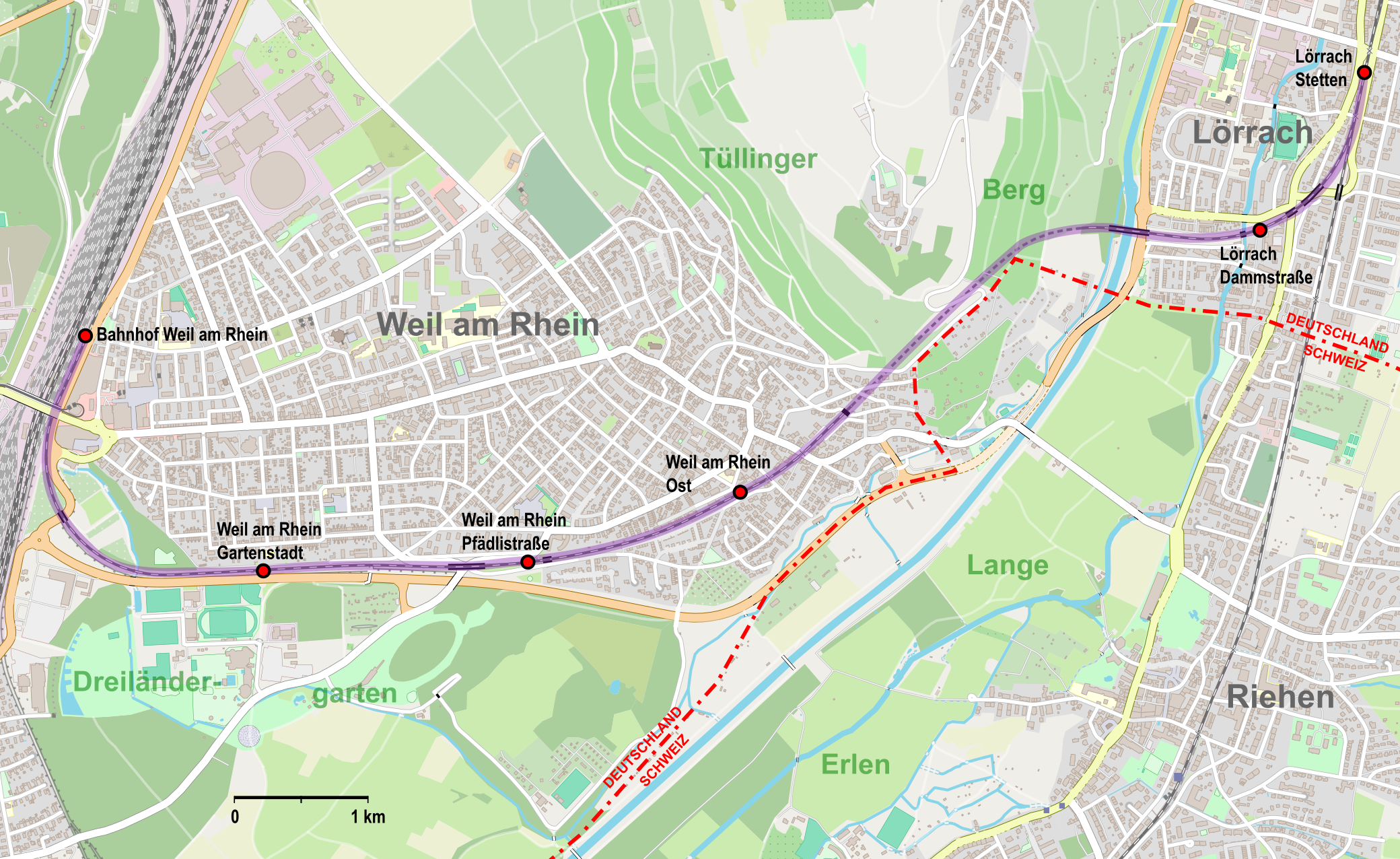
Trajectkaart Weil am Rhein - Lörrach
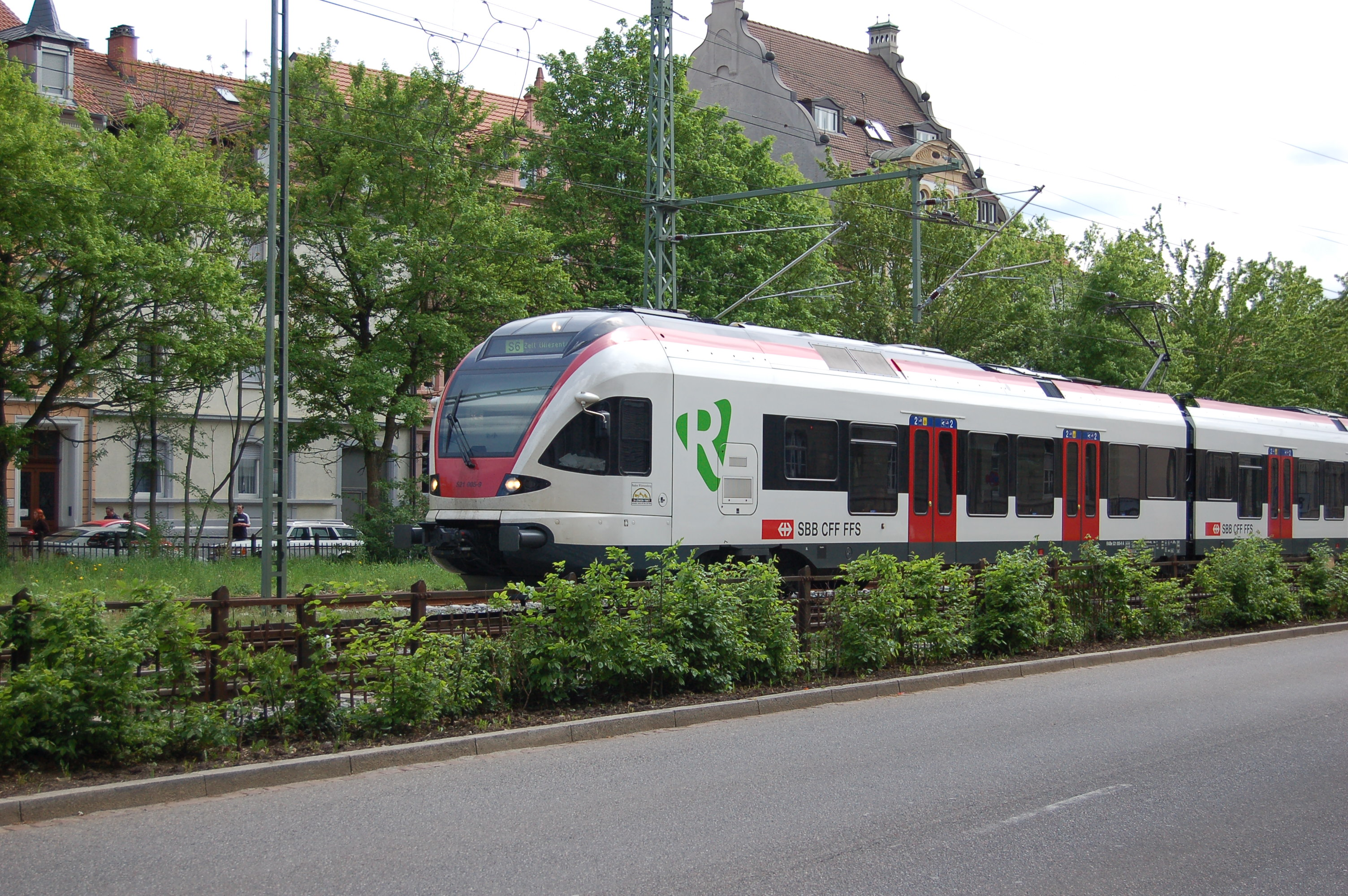
SBB-trein bij Lörrach Hauptbahnhof
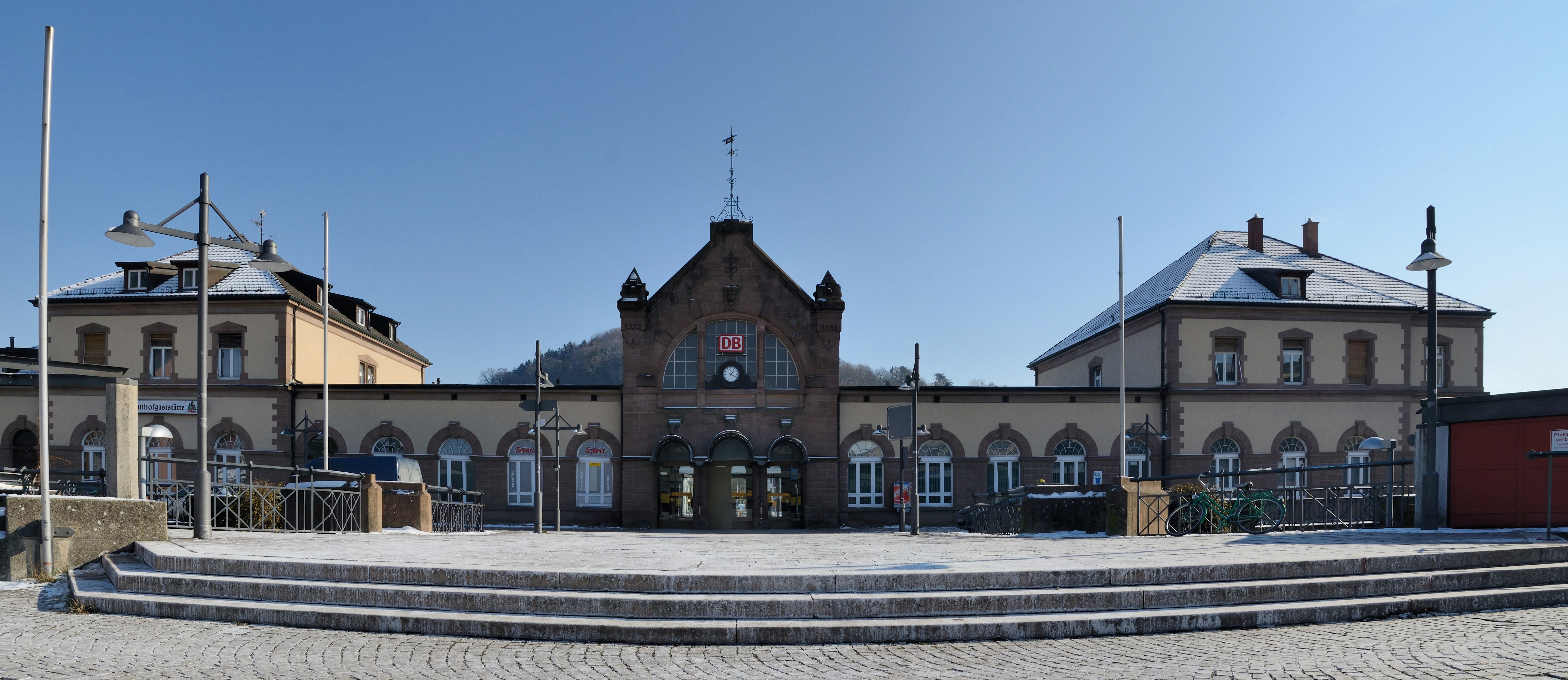
Lörrach Hauptbahnhof